# Jožef Nitsch
Jožef Nitsch, avstrijski jezuit, * 19. marec 1697, Wiener Neustadt, † 10. november 1771, Wiener Neustadt.
Bil je rektor Jezuitskega kolegija v Ljubljani (11. januar 1753 - 26. april 1756) ter še v treh drugih (Leoben, Judenburg in Steyr).